# サッカースロベニア女子代表
サッカースロベニア女子代表（サッカースロベニアじょしだいひょう）は、スロベニアサッカー協会(英: Football Association of Slovenia, 略称：FAS)によって編成されるサッカーのナショナルチーム。欧州サッカー連盟(UEFA)に所属している。
女子ワールドカップ、オリンピックともに出場はない。

## ワールドカップの成績
- 1991 - 不参加
- 1995 - 不参加
- 1999 - 不参加
- 2003 - 不参加
- 2007 - 予選敗退
- 2011 - 予選敗退
- 2015 - 予選敗退
- 2019 - 予選敗退
- 2023 - 予選敗退

## オリンピックの成績
- 1996 - 予選敗退
- 2000 - 予選敗退
- 2004 - 予選敗退
- 2008 - 予選敗退
- 2012 - 予選敗退

## UEFA欧州女子選手権の成績
- 1984 - 不参加
- 1987 - 不参加
- 1989 - 不参加
- 1991 - 不参加
- 1993 - 予選敗退
- 1995 - 予選敗退
- 1997 - 予選敗退
- 2001 - 予選敗退
- 2005 - 予選敗退
- 2009 - 予選敗退
- 2013 -

## FIFAランキング
- 最新順位 - 40位(2024年8月)
- 初登場 - 75位(2004年12月)
- 最高順位 - 39位(2023年6月)
- 最低順位 - 77位(2005年6月)

出典: FIFA Women's Ranking